# Колодка Михайло Григорович
Михайло Григорович Колодка (нар. 1908, місто Білопілля, тепер Білопільського району Сумської області — ?) — український радянський діяч, новатор виробництва, слюсар Сумського машинобудівного заводу імені Фрунзе Сумської області. Депутат Верховної Ради УРСР 3-го скликання.

## Біографія
Народився в родині кустаря. 
З 1930-х років — слюсар механічного цеху № 2 Сумського машинобудівного заводу імені Фрунзе Сумської області.

## Нагороди
- медалі